# Uncanny Avengers
Uncanny Avengers est un groupe de super-héros appartenant à l'Univers Marvel, dont les aventures sont racontées dans la série du même nom. L'équipe est apparue pour la première fois dans Uncanny Avengers #1 en octobre 2012, créée par le scénariste Rick Remender et le dessinateur John Cassaday.
L'équipe est composée des membres classiques des Vengeurs et des X-Men. Le groupe a été créé à la suite de la saga Avengers vs. X-Men.

## Synopsis

### Retour de Crâne rouge
Après les événements de Avengers vs X-men, Captain America rassemble une nouvelle équipe, afin de combattre la haine anti-mutants de plus en plus présente. Il confie les rênes de cette équipe au mutant Havok, frère de Cyclope (incarcérés depuis les événements cités plus haut), dans l'espoir de montrer que humains et mutants peuvent travailler ensemble.

## Membres
- Captain America
- Havok
- Malicia
- Sorcière rouge
- Thor
- Wolverine

D'autres membres s'ajoutent à partir de Uncanny Avengers #5 :
- Feu du soleil
- La Guêpe
- Wonder Man

Avengers & X-Men: AXIS #2:
- Sam Wilson

Avengers & X-Men: AXIS #9:
- Frère Vaudou
- Vif-Argent

Uncanny Avengers vol. 2 #1:
- Dents-de-Sabre
- Vision

Avengers #0 (October 2015)
- La Torche humaine
- Spider-Man

- Synapse
- Deadpool

Uncanny Avengers vol. 3 #4
- Cable

Uncanny Avengers vol. 3 #28
- le Fauve

Uncanny Avengers vol.4 #1
- Psylocke
- Penance